# Spilosoma obliquivitta
Spilosoma obliquivitta là một loài bướm đêm thuộc phân họ Arctiinae, họ Erebidae.